# Frankeneck
Frankeneck är en kommun och ort i Landkreis Bad Dürkheim i förbundslandet Rheinland-Pfalz i Tyskland.
Kommunen ingår i kommunalförbundet Verbandsgemeinde Lambrecht (Pfalz) tillsammans med ytterligare sex kommuner.